# Agapetus nokowoula
Agapetus nokowoula là một loài Trichoptera trong họ Glossosomatidae. Chúng phân bố ở miền Australasia.